# 新井正男
新井正男（あらい まさお、1925年10月4日 - 2019年1月6日）は、日本の法学者・弁護士。英米法学者。中央大学名誉教授。埼玉県熊谷市出身。

## 略歴
1949年司法試験合格。1950年、中央大学法学部卒業。1950年同大学院法学部助手（指導教授:守屋善輝）。この後、司法修習修了。1955年、同法学部助教授。1962年、中央大学法学部教授。1963年イギリス・ロンドン大学、アメリカ・ミシガン大学ロースクールに研究留学（～1965年）。1967年中央大学通信教育学部部長、1975年同日本比較法研究所長、1985年中央大学附属中学校・高等学校校長を歴任。1996年中央大学定年退職。同名誉教授。弁護士登録（第二東京弁護士会所属）。
1982年、学位論文「判例法理論の研究」で、法学博士（中央大学）。

## 著書
- 『イギリス法講義』（文久書林、1960年初版・1967年増補版）
- 砂田卓士と共編『英米法講義』（青林書院新社、1971年初版・1992年補訂版）
- 『イギリス法の基礎』（文久書林、1973年初版・1984年第3版）
- ゴードン・ボーリー、オーブリー・Ｌ・ダイヤモンド共著池上俊雄と共訳『消費者保護:イギリス法の歩み』（中央大学出版部、1975年初版・1995年新版第3刷）
- 『判例の権威 : イギリス判例法理論の研究』（中央大学出版部、1987年）
- 現代信託法研究会編『英米信託法辞典』（分担執筆、きんざい、1996年）